# Vera Begić
Vera Begić (ur. 17 marca 1982 w Rijece) – chorwacka lekkoatletka specjalizująca się w rzucie dyskiem.

## Osiągnięcia
- srebro mistrzostw Europy juniorów (Grosseto 2001)
- brązowy medal igrzysk śródziemnomorskich (Almería 2005)
- 1. miejsce w II lidze Pucharu Europy (Bańska Bystrzyca 2006)
- zwycięstwo (w słabszej grupie "B") podczas zimowego pucharu Europy w rzutach (Los Realejos 2009)
- srebrny medal igrzysk śródziemnomorskich (Pescara 2009)

Begić dwukrotnie reprezentowała Chorwację na igrzyskach olimpijskich, 29. (Ateny 2004) oraz 22. (Pekin 2008) lokata nie dały jej awansu do finału.

## Rekordy życiowe
- rzut dyskiem - 61.52 (2009)